# Juniperus pseudosabina
Espèce
Statut de conservation UICN

 LC  : Préoccupation mineure
Juniperus pseudosabina est une espèce de plante ligneuse de la famille des cupressacées et du genre des genévriers que l'on trouve le plus communément dans les montagnes d'Asie centrale entre 2 000 et 3 700 mètres d'altitude.

## Description
Juniperus pseudosabina a la forme d'un arbre atteignant 18 m de haut. Les branches les plus fines mesurent de 1 à 2 mm d'épaisseur. Les cônes sont ovoïdes : les cônes de pollen mesurent entre 2 et 3 mm de diamètre, les cônes femelles contiennent une seule graine. Les feuilles sont d'écailleuses et disposées sous forme de croix ou en verticilles de trois. 
Cet arbre fleurit entre mars et avril, il vit dans des forêts de genévriers.

## Habitat
La plante est originaire des montagnes de l’Asie centrale dans le nord du Pakistan, l’Afghanistan nord-est, nord du Tadjikistan, Kirghizistan, Kazakhstan oriental, Ouzbékistan, ouest de la Chine (Xinjiang), Mongolie occidentale et du Sud-Centre de la Russie (République et Kraï de l'Altaï).